# Jørgen Falck
Jørgen Falck (født 25. november 1921, død 26. oktober 2007) var en dansk erhvervsleder, der gennem mere end 20 år var ordførende direktør for redningsvirksomheden Falck.
Jørgen Falck var søn af tidligere direktør William Falck og barnebarn af virksomhedens grundlægger Sophus Falck. Han indledte efter en handelseksamen fra Niels Brock sin karriere i Falck i 1942, hvor han begyndte som vagtmester i København. Derpå fulgte ansættelser som stationsleder i Skjern, Fredericia og Kolding, inden han i 1950 blev direktør for Falck i Nordjylland.
I 1964 blev han som tredje generation af Falck-familien øverste direktør i redningskorpsets moderselskab, Falck Redningskorps København A/S. Han fratrådte i 1988, da selskabet blev solgt til Baltica Forsikring men fortsatte i direktionen frem til 1992.
Jørgen Falck blev det sidste medlem af familien Falck, der var direktør for virksomheden. Jørgen Falcks søn, Erik Sophus Falck, var udset til at skulle tage over. Han var bestyrelsesmedlem i 6. Juli Banken, der krakkede i 1987. Det kom i den forbindelse frem, at Erik Falck sørgede for, at Falck lånte 40 millioner kroner til to ejendomsprojekter, som banken var involveret i, og dermed var tilliden til ham væk.